# Parque nacional de Nairobi
El Parque Nacional de Nairobi de 117 km², está a solo unos pocos kilómetros de Nairobi la capital de Kenia.
El parque es único por ser un área reservada para evitar la caza y protegida dentro de los límites de una ciudad principal. Leones, guepardos y rinocerontes pueden ser vistos en el parque. Más de 400 especies de aves han sido documentadas en él.

## Historia
En los inicios del siglo XX, muchos colonos y viajeros pasaron por Nairobi satisfaciéndose en la cacería ilimitada.  (enlace roto disponible en Internet Archive; véase el historial, la primera versión y la última). La idea de crear un parque nacional en áreas de Nairobi es reconocida a Mervyn Cowie, un antiguo cazador vuelto conservacionista.
Cowie servía junto con el Cuerpo del Rey (King's Corps) en Nairobi. En 1933, una Comisión Real aceptó la idea de crear un "Bien comunal de Nairobi", un Área de conservación para la vida salvaje. Cowie celebró reuniones entre 1933 y 1939 para educar y llamar la atención de la población sobre el área. Extendiéndose desde Karen, donde vivían la mayoría de colonos blancos, hasta las llanuras de Embakasi donde es bordeado por la vía férrea de Uganda y el río Mbagathi.
Cowie emprendió muchos proyectos de conservación, lo que incluyó la adopción de un león llamado Lulu. Después del estallido de la Segunda Guerra Mundialse estableció un campo militar en el área, conocido como King's African Rifles. Todos leones de Cowie, incluyendo Lulu, fueron asesinados por los soldados, haciendo necesario separar el parque de las barracones. Se levantó una cerca de alambre de púas, aún en pie actualmente.
Después de la guerra, Cowie fue nombrado director del parque. Se hicieron varios cambios, incluyendo la construcción de caminos y se expulsaron los arrieros Masái que llevaban sus ganados a pastar en las llanuras.
El área de conservación fue elevada a parque nacional y fue abierto oficialmente en 1946, haciéndolo el primer parque nacional establecido en Kenia.

## Hábitat

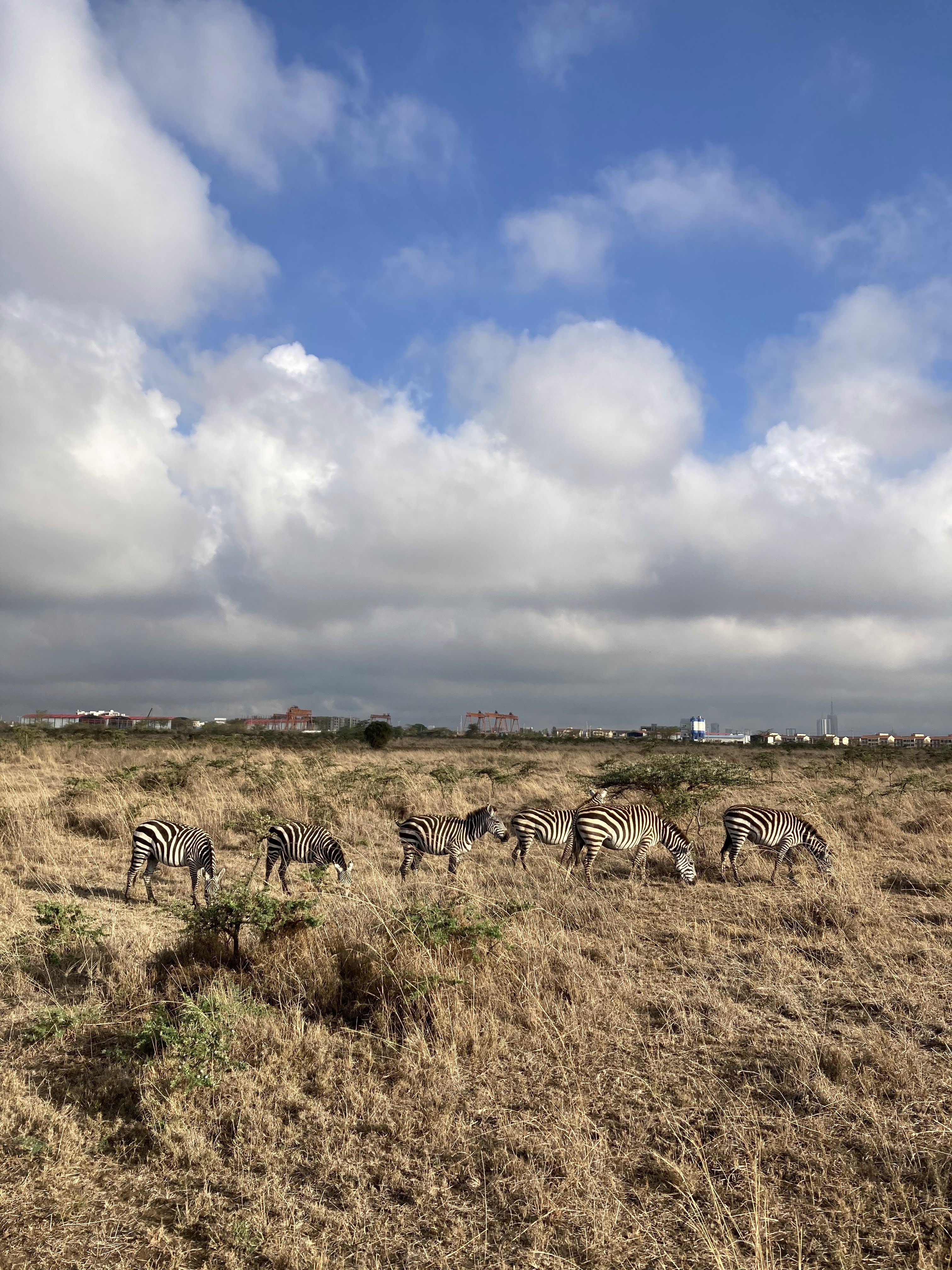
Cebras en el Parque Nacional de Nairobi

La vegetación es básicamente de sabana tropical, llanuras de pastos descubiertos y arbustos de acacia dispersos. El parque también tiene un río permanente con un bosque fluvial.
Las áreas occidentales del altiplano se caracterizan por un bosque seco con algunas especies vegetales como Olea africana, Croton dichogamus/Brachylaena hutchinsii y Calodendrum. En la parte más baja de las laderas se pueden hallar prados compuestos por especies como: Themeda, Cyprus, Digitaria, y Cynodon con algunas acacias como la acacia xanthophloea.
Asimismo el parque sirve a muchos residentes y ciudadanos que viven en la localidad. El parque posee una diversidad de entornos cada uno con una fauna y flora peculiar. Las llanuras con pastos abiertos y arbustos de acacia predominan. Los embalses hechos por el hombre también han añadido un hábitat adicional, propicio para ciertas especies de aves y otras formas de vida acuática. Los embalses igualmente atraen a herbívoros que dependen del agua durante la temporada seca.

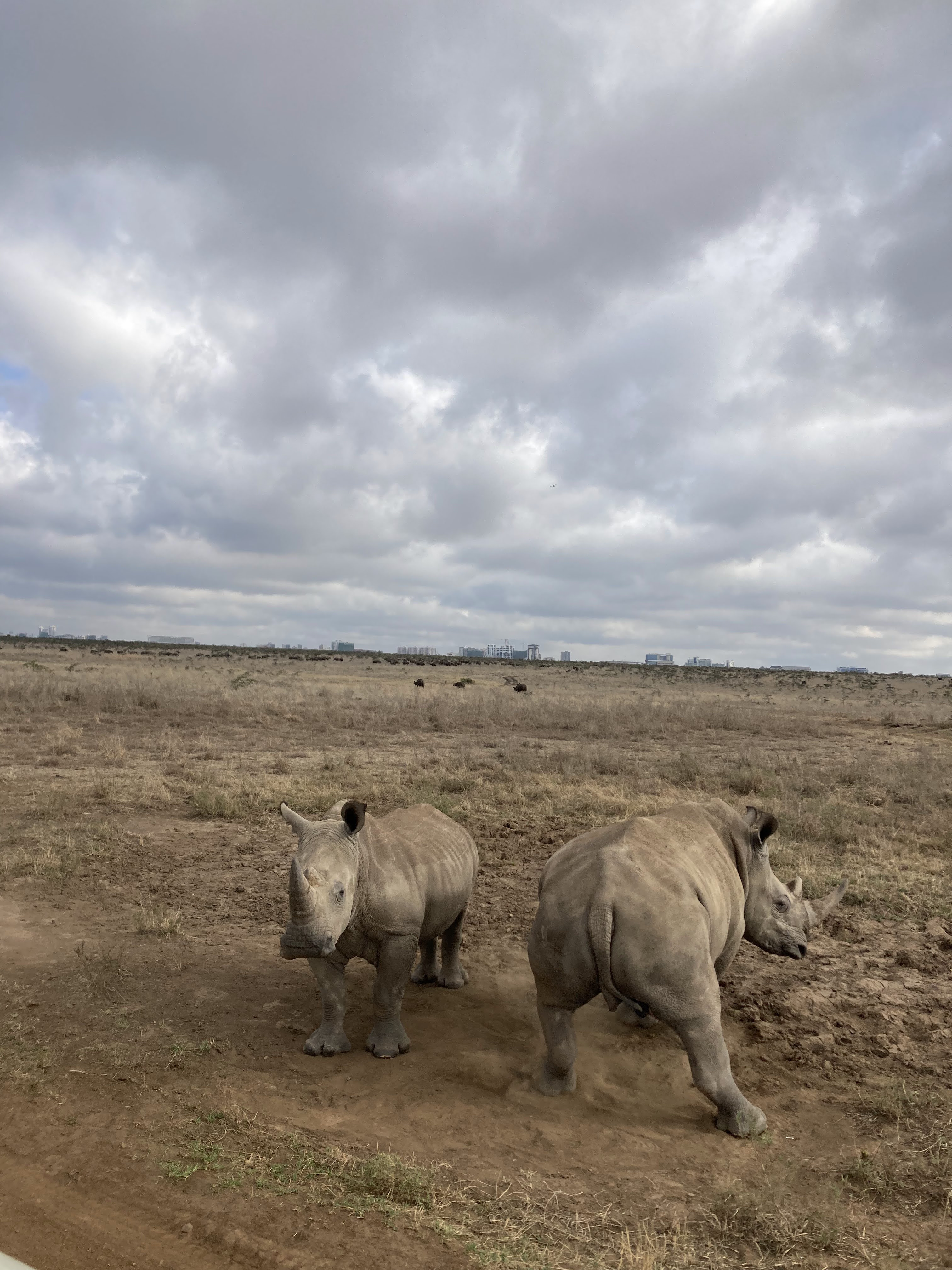
Rinocerontes en el Parque Nacional de Nairobi

## Vida salvaje
El parque cuenta con una rica diversidad de aves. No obstante todas las especies no siempre están presentes y algunas son estacionales. Las especies migratorias del norte pasan por el parque principalmente a fines de marzo y mediados de abril.
El Parque Nacional de Nairobi es una de las más exitosas reservas de rinocerontes en Kenia que ya está generando prole para ser reintroducido en sus anteriores hábitats y otras reservas cercanas. Debido a este éxito es uno de los pocos parques donde un visitante puede ver con seguridad un rinoceronte negro en su entorno natural.
Al sur del parque están las llanuras Athi-Kapiti y el Kitengela, áreas de migración y dispersión. Son áreas esenciales para cuando se retiran los herbívoros durante la época de lluvias y se concentran en el parque en la temporada seca.

## Mayores atracciones
- Rinocerontes negros.
- Diversidad de aves.
- Grandes predadores - león, leopardo, hiena, y guepardo.
- Manadas de grandes herbívoros - taurotragus, búfalo, cebra, y ñu.
- Senderos de huellas y estanques de hipopótamos.